# Grand Prix WMRA 2013
Navigation
2012 2014
Le Grand Prix WMRA 2013 est la quinzième édition du Grand Prix WMRA, compétition internationale de courses en montagne organisée par l'association mondiale de course en montagne.

## Règlement
Le barème de points est identique à l'année précédente. Le calcul est identique dans les catégories féminines et masculines. Le score final cumule les 4 meilleures performances de la saison. Pour être classé, un athlète doit participer à au moins deux épreuves.
| Classement                                | 1er | 2e  | 3e | 4e | 5e | 6e | 7e | 8e | 9e | 10e | 11e | 12e | 13e | 14e | 15e | 16e | 17e | 18e | 19e | 20e | 21e | 22e | 33e | 24e | 25e | 26e | 27e | 28e | 29e | 30e |
| ----------------------------------------- | --- | --- | -- | -- | -- | -- | -- | -- | -- | --- | --- | --- | --- | --- | --- | --- | --- | --- | --- | --- | --- | --- | --- | --- | --- | --- | --- | --- | --- | --- |
| Points pour les championnats et la finale | 120 | 102 | 90 | 84 | 78 | 72 | 66 | 60 | 54 | 48  | 42  | 37  | 32  | 29  | 26  | 23  | 21  | 19  | 17  | 15  | 13  | 11  | 9   | 8   | 7   | 6   | 5   | 4   | 3   | 2   |
| Points pour les autres courses            | 100 | 85  | 75 | 70 | 65 | 60 | 55 | 50 | 45 | 40  | 35  | 30  | 27  | 24  | 22  | 20  | 18  | 16  | 14  | 12  | 10  | 19  | 8   | 7   | 6   | 5   | 4   | 2   | 2   | 1   |

## Programme
Le calendrier se compose de six courses.
| Nom de la course                    | Distance               | Dénivelé                              | Pays     | Date              |
| ----------------------------------- | ---------------------- | ------------------------------------- | -------- | ----------------- |
| Montée du Grand Ballon              | 13,2 km () / 9,0 km () | +1 160 m/-110 m () / +850 m/-110 m () | France   | 2 juin 2013       |
| Castle Mountain Running             | 13,5 km () / 7,5 km () | +/-700 m () / +/-500 m ()             | Italie   | 21 juillet 2013   |
| Course de montagne du Grintovec     | 9,6 km                 | +1 975 m                              | Slovénie | 28 juillet 2013   |
| Championnats du monde               | 13,5 km () / 9,1 km () | +/-839 m () / +/-561 m ()             | Pologne  | 8 septembre 2013  |
| Course de montagne de l'Asitzgipfel | 8 km                   | +1 126 m                              | Autriche | 15 septembre 2013 |
| Course de Šmarna Gora               | 10 km                  | +710 m/-340 m                         | Slovénie | 5 octobre 2013    |

## Résultats

### Hommes
La montée du Grand Ballon fait office de championnats de France de course en montagne. Le vainqueur du Grand Prix WMRA 2012 Azerya Teklay s'impose devant David Schneider et Alex Baldaccini. Le premier Français est Julien Rancon, quatrième, qui décroche ainsi le titre national. Bernard Dematteis s'impose dans la seconde manche à la course Castle Mountain Running. Son compatriote Alex Baldaccini termine sur la troisième marche du podium. Azerya Teklay domine la course de montagne du Grintovec en terminant à près de 2 minutes du skieur-alpiniste local Nejc Kuhar. L'Italien Baldaccini complète le podium. Les championnats du monde à Krynica-Zdrój sont dominés par les Ougandais. Phillip Kiplimo remporte le titre en menant son quatuor. La course de montagne de l'Asitzgipfel est remporté par un trio érytréen. Petro Mamu remporte la victoire devant Yossief Tekle et Azerya Teklay. Yossief s'impose ensuite à Šmarna Gora devant Azerya Teklay qui remporte ainsi sa deuxième coupe. Alex Baldaccini termine troisième et se classe deuxième du Grand Prix.
- Championnats et finale (120 points au vainqueur)

| Course                              | Vainqueur         | Deuxième                 | Troisième       |
| ----------------------------------- | ----------------- | ------------------------ | --------------- |
| Montée du Grand Ballon              | Azerya Teklay     | David Schneider          | Alex Baldaccini |
| Castle Mountain Running             | Bernard Dematteis | Kenneth Kithinji Kimathi | Alex Baldaccini |
| Course de montagne du Grintovec     | Azerya Teklay     | Nejc Kuhar               | Alex Baldaccini |
| Championnats du monde               | Phillip Kiplimo   | Geofrey Kusuro           | Nathan Ayeko    |
| Course de montagne de l'Asitzgipfel | Petro Mamu        | Yossief Tekle            | Azerya Teklay   |
| Course de Šmarna Gora               | Yossief Tekle     | Azerya Teklay            | Alex Baldaccini |

### Femmes
L'Italienne Valentina Belotti s'impose au Grand Ballon devant la Française Christel Dewalle qui devient championne de France de course en montagne. La Britannique Emma Clayton complète le podium. Emma s'impose ensuite à la course Castle Moutain Running à Arco. Elle devance la Slovène Mateja Kosovelj et l'Italienne Elisa Desco. Mateja s'impose ensuite à domicile au Grintovec. La Tchèque Iva Milesová termine troisième. Alice Gaggi devient championne du monde à Krynica-Zdrój. Emma Clayton décroche la médaille d'argent et Elisa Desco le bronze. La Slovène Kosovelj remporte la victoire à l'Asitzgipfel devant Antonella Confortola et Iva Milesová. Alice Gaggi s'impose lors de la finale à Šmarna Gora. Elle devance sa compatriote Confortola qui se classe deuxième du Grand Prix. Mateja Kosovelj termine troisième ce qui lui permet de remporter le classement du Grand Prix WMRA.
- Championnats et finale (120 points au vainqueur)

| Course                              | Vainqueur         | Deuxième             | Troisième       |
| ----------------------------------- | ----------------- | -------------------- | --------------- |
| Montée du Grand Ballon              | Valentina Belotti | Christel Dewalle     | Emma Clayton    |
| Castle Mountain Running             | Emma Clayton      | Mateja Kosovelj      | Elisa Desco     |
| Course de montagne du Grintovec     | Mateja Kosovelj   | Veronika Jurišić     | Iva Milesová    |
| Championnats du monde               | Alice Gaggi       | Emma Clayton         | Elisa Desco     |
| Course de montagne de l'Asitzgipfel | Mateja Kosovelj   | Antonella Confortola | Iva Milesová    |
| Course de Šmarna Gora               | Alice Gaggi       | Antonella Confortola | Mateja Kosovelj |

## Classements
| Rang          | Nom             | Course 1 | Course 2 | Course 3 | Course 4 | Course 5 | Course 6 | Points |
| ------------- | --------------- | -------- | -------- | -------- | -------- | -------- | -------- | ------ |
| Médaille d'or | Azerya Teklay   | 100      |          | 100      | 54       | 75       | 102      | 377    |
| 2             | Alex Baldaccini | 75       | 75       | 75       | 42       |          | 90       | 315    |
| 3             | Gabriele Abate  | 50       | 70       | 65       | 29       | 40       | 72       | 257    |
| 4             | David Schneider | 85       |          |          |          | 70       | 84       | 239    |
| 5             | Mitja Kosovelj  |          | 65       |          | 23       | 65       | 78       | 231    |
| 6             | Yossief Tekle   |          |          |          |          | 85       | 120      | 205    |

| Rang          | Nom                  | Course 1 | Course 2 | Course 3 | Course 4 | Course 5 | Course 6 | Points |
| ------------- | -------------------- | -------- | -------- | -------- | -------- | -------- | -------- | ------ |
| Médaille d'or | Mateja Kosovelj      |          | 85       | 100      | 84       | 100      | 90       | 375    |
| 2             | Antonella Confortola |          | 70       |          | 66       | 85       | 102      | 323    |
| 3             | Alice Gaggi          |          | 65       |          | 120      |          | 120      | 305    |
| 4             | Emma Clayton         | 75       | 100      |          | 102      |          |          | 277    |
| 5             | Iva Milesová         |          | 27       | 75       |          | 75       | 78       | 255    |
| 6             | Elisa Desco          |          | 75       |          | 90       |          |          | 165    |